# Madagaskar op de Olympische Winterspelen 2006
Tijdens de Olympische Winterspelen van 2006 die in Turijn werden gehouden nam Madagaskar deel met één sporter. Er werden geen medailles verdiend.
De enige deelnemer Mathieu Razanakolona werd in Canada geboren, zijn vader kwam uit Madagaskar en zijn moeder uit Canada. Hij was de eerste deelnemer uit Madagaskar op de Winterspelen en mocht dankzij een wildcard door de FIS vergeven deelnemen.

## Deelnemers
| Sport              | Naam                 | Discipline          | Klassering | Resultaten                                |
| ------------------ | -------------------- | ------------------- | ---------- | ----------------------------------------- |
| Alpineskiën mannen | Mathieu Razanakolona | Reuzenslalom Slalom | 39e -      | 1e run 1.39,10, 2e run 1.27,33 1e run dnf |

Albanië · Algerije · Amerikaanse Maagdeneilanden · Andorra · Argentinië · Armenië · Australië · Azerbeidzjan · België · Bermuda · Bosnië en Herzegovina · Brazilië · Bulgarije · Canada · Chili · China · Chinees Taipei · Costa Rica · Cyprus · Denemarken · Duitsland · Estland · Ethiopië · Finland · Frankrijk · Georgië · Griekenland · Groot-Brittannië · Hongarije · Hongkong · Ierland · IJsland · India · Iran · Israël · Italië · Japan · Kazachstan · Kenia · Kirgizië · Kroatië · Letland · Libanon · Liechtenstein · Litouwen · Luxemburg · Macedonië · Madagaskar · Moldavië · Monaco · Mongolië · Nederland · Nepal · Nieuw-Zeeland · Noord-Korea · Noorwegen · Oekraïne · Oezbekistan · Oostenrijk · Polen · Portugal · Roemenië · Rusland · San Marino · Senegal · Servië en Montenegro · Slovenië · Slowakije · Spanje · Tadzjikistan · Thailand · Tsjechië · Turkije · Venezuela · Verenigde Staten · Wit-Rusland · Zuid-Afrika · Zuid-Korea · Zweden · Zwitserland